# Nurarihyon

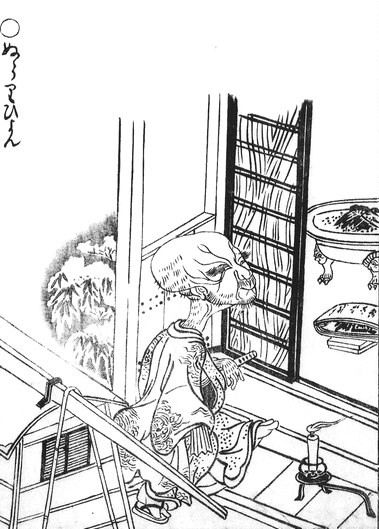

Le Nurarihyon (ぬらりひょん) ou Nūrihyon (ぬうりひょん) est un yōkai du folklore japonais.
Le Nurarihyon est représenté comme un vieil homme avec une tête en forme de gourde, vêtu d'une kesa. Il apparaît le soir dans la maison, quand tout le monde est occupé à préparer le repas et s'installe comme s'il était chez lui, fumant le tabac et buvant le thé de la famille. Il le fait avec une telle assurance que tout le monde s'imagine qu'il est le maître de maison, ce qui le rend difficile à expulser. Il fait en général peu de mal aux êtres humains.
Le Nurarihyon est en quelque sorte le chef des yōkai et commande le Hyakki Yakō, la procession nocturne des cent démons.

## Dans la culture populaire
- Le manga Nura : Le Seigneur des Yokaï est basé sur la légende du Nurarihyon.
- Dans la licence Yo-kai Watch, Nurarihyon apparaît en tant que Zazel en français, étant beaucoup plus beau. Il a sa place en tant qu'homme politique, bras droit du Seigneur Enma actuel ainsi que de l'ancien Enma.